# Radar (insektsmedel)
Radar, ett bekämpningsmedel för lekmannabruk avsett att användas för att döda insekter. De verksamma beståndsdelarna samt andra miljömässigt relevanta ingredienser i Radar är, förutom drivgasen (propan/butan):
- 0,71 viktprocent bioalletrin
- 0,09 viktprocent bioresmetrin
- 3,1 viktprocent piperonylbutoxid
- 23 viktprocent hydrerad lacknafta

Radar är mycket giftigt för fisk och andra vattenlevande organismer, och kan orsaka skadliga långtidseffekter i vattenmiljö.